# San José Independencia (kommun)
San José Independencia är en kommun i Mexiko.   Den ligger i delstaten Oaxaca, i den sydöstra delen av landet, 290 km sydost om huvudstaden Mexico City.
Följande samhällen finns i San José Independencia:
- San José Independencia
- Cerro Clarín
- El Tepeyac
- Cerro Torito
- Isla San José
- Colonia Sonora